# ويليام إيفانز آرثر
ويليام إيفانز آرثر (بالإنجليزية: William Evans Arthur)‏ هو محامي وقاضي وسياسي أمريكي، ولد في 3 مارس 1825 بسينسيناتي في الولايات المتحدة، وتوفي في 18 مايو 1897 في نفس البلد. حزبياً، نشط في الحزب الديمقراطي. وقد انتخب عضو مجلس النواب الأمريكي.